# 正聲廣播公司
正聲廣播股份有限公司（英語：Cheng Sheng Broadcasting Corp.，簡稱正聲廣播公司、正聲或CSBC），為台灣具高知名度的老字號跨區型民營廣播電台，成立於1950年4月1日，節目以生活資訊為主，創立至今以「揚聲樂群、反映輿情、造福社會」來服務所有聽眾，原本由國防部軍事情報局持股所有。

## 歷史
- 1950年4月1日，正聲廣播電台成立於臺北市芝山岩。
- 1952年，正聲廣播電台遷至臺北市長安西路140之6號。
- 1954年，「正聲廣播電台農民廣播電台」（現「正聲廣播公司台中廣播電台」，簡稱正聲台中台）正式成立。
- 1955年，正聲廣播電台改組成立公司，改名「正聲廣播股份有限公司」。正聲廣播公司於嘉義市吳鳳南路林快青私人宅第設立「正聲廣播公司公益廣播電台」，為嘉南地區首創民營廣播電台。
- 1958年9月28日，「正聲廣播公司雲林廣播電台」（簡稱正聲雲林台）正式成立，設於雲林縣虎尾鎮公安路三十七號。同年5月20日，正聲廣播公司公益廣播電台遷至嘉義市沿河路（即今垂楊路現址）。
- 1958年，正聲雲林台於雲林縣北港鎮成立北港轉播站，係為加強反制中共電波而設立。
- 1959年，「正聲廣播公司正東廣播電台」正式成立，設於臺東縣台東市強國街。
- 1961年8月，正聲雲林台遷至雲林縣虎尾鎮水源路十號。
- 1962年，正聲廣播公司總部遷至臺北市重慶北路三段。
- 1966年12月2日，正聲廣播公司公益廣播電台垂楊路新棟落成，並完成所有設備之更新。同年3日，正聲廣播公司正東廣播電台遷至臺東縣台東市新生路380巷21號至今。
- 1971年，正聲廣播公司正東廣播電台更名為「正聲廣播公司台東廣播電台」（簡稱正聲台東台）至今。
- 1971年2月1日，正聲廣播公司公益廣播電台正式以所在地區更名為「正聲廣播公司嘉義廣播電台」（簡稱正聲嘉義台）至今。同年11月，「正聲廣播公司宜蘭廣播電台」（簡稱正聲宜蘭台）正式成立，設於宜蘭縣宜蘭中山公園。
- 1972年，正聲廣播公司購併宜蘭縣民本廣播電台，全省除九個發音台（部分）外，另有九個轉播站，共計十八個頻率，構成整體廣播網，成為國內僅次於中國廣播公司的第二大廣播公司、同時也是最大的民營廣播公司。
- 1973年2月，「正聲廣播公司正言廣播電台」（簡稱正言台）更名為「正聲廣播公司高雄廣播電台」（簡稱正聲高雄台）至今。

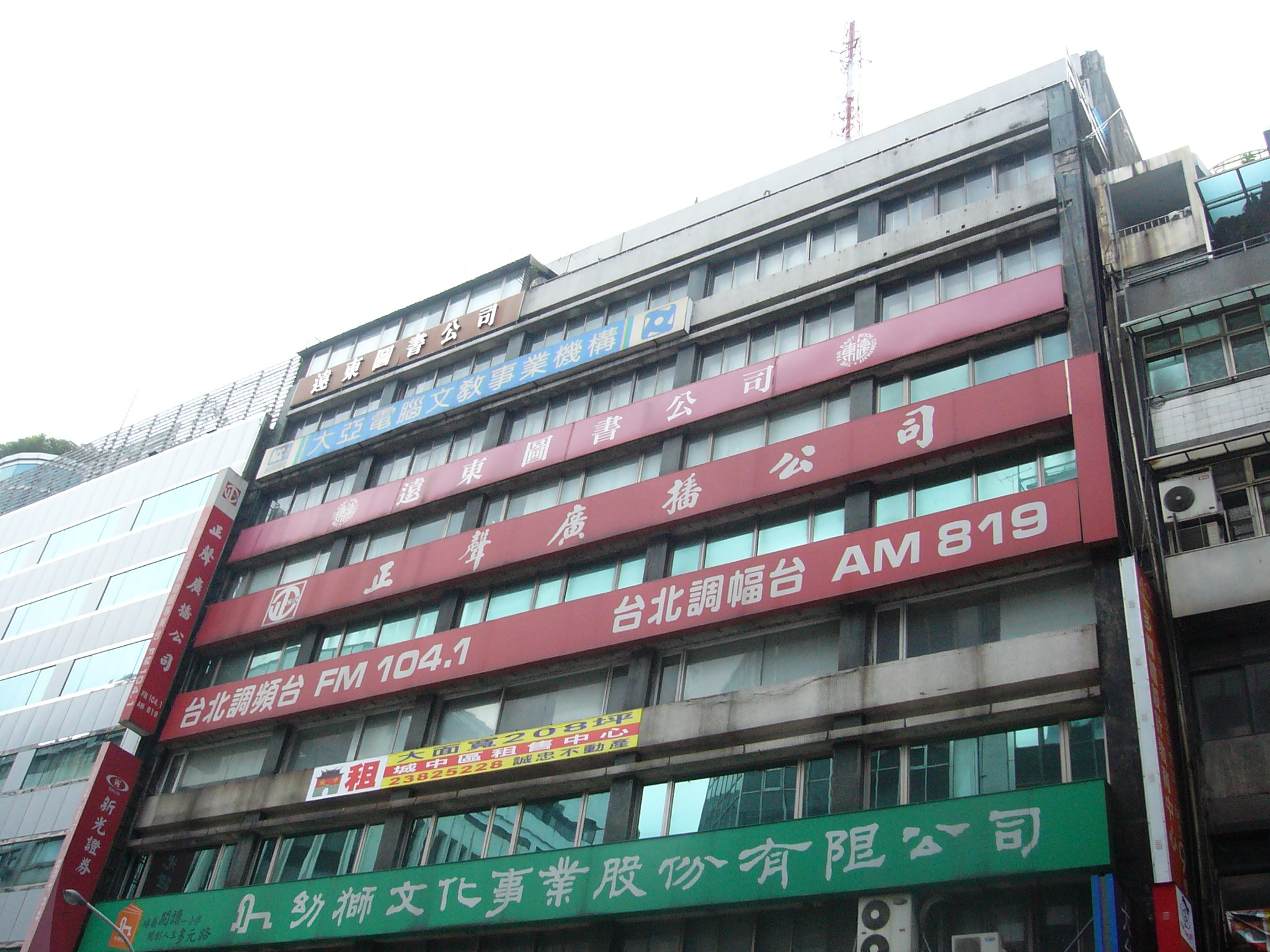
正聲總公司所在的重慶大樓

- 1974年，正聲廣播公司總部從台北市重慶北路遷至台北市重慶南路一段66之1號（重慶大樓）7樓至今。
- 1977年，正聲廣播公司宜蘭廣播電台遷至宜蘭縣宜蘭市建軍路45號至今。
- 1994年，正聲台北調頻台開播。
- 1997年2月，早期為加強反制中共電波而設立的正聲雲林台北港轉播站轉加入營運迄今。
- 2000年4月1日，正聲廣播公司50週年台慶。
- 2003年10月，正聲廣播公司雲林廣播電台（簡稱正聲雲林台）再搬遷至現址迄今。
- 2008年4月，《正聲廣播月刊》正式創刊，同年是正聲58週年台慶。
- 2010年4月1日，正聲廣播公司60週年台慶，發行《正聲六十特刊》並舉辦各項60週年台慶活動。同年舉辦音樂劇活動及歌唱比賽。
- 2011年，正聲廣播公司各屬台啟用網路即時廣播服務，並舉辦校園新聲獎[1]廣播節目競賽活動。同年，金陵之聲廣播電台節目《長三角連線》於正聲台北調頻台每週固定播出。
- 2012年，正聲廣播總公司營業部與企劃部整併為營企部。總公司播音室裝設錄影設備，現場同步播出。同年摘錄節目精華出版有聲CD及出版健康生活寶典乙冊。
- 2013年，正聲廣播公司63週年台慶，出版《正聲故事》專刊。正聲總公司統籌策劃全國31家電台聯播正聲節目，成為最佳廣播整合行銷平台，積極轉型為媒體服務公司。同年，正聲雲林台新廈動土。
- 2013年5月25日，正聲廣播總公司與各台辦理「幸福接力‧愛響全台」系列公益活動。
- 2013年8月13日，正聲廣播公司與江蘇省廣播電視總台、中天電視合辦「海峽兩岸青歌會[2]」比賽暨晚會活動，預定在中天電視、江蘇衛視與江蘇綜藝頻道同步播出，成功開展跨地域、跨媒體之合作。
- 2014年，正聲廣播總公司與西雅圖中文電台簽定交換節目合作案。同年，正聲舉辦「就是愛SHOW」青少年歌唱比賽及全國性「聽見夢想的聲音」系列全國性公益活動。
- 2014年6月，正聲台北台推出臉書微廣播「正聲On Face[3]」。
- 2014年9月，正聲廣播公司簽約培訓的美聲團體「晨悠」正式出道發片，正聲成功跨足演藝經紀、進軍流行音樂產業市場。
- 2015年，正聲廣播公司65週年台慶，發行《攀峰》紀念特刊、策辦「百轉千迴-典藏黑膠唱片展」、舉辦「我為你歌唱」演唱會等系列慶祝活動。因應數位匯流趨勢，完成正聲APP[4]建置、增設專業攝影棚、開播正聲影音平台[5]；數位典藏黑膠博物館網站[6]的正式啟用，亦首開廣播界創舉。同年雲林台新廈落成啟用，當為雲林當地新地標。
- 2015年5月，正聲廣播公司劉本善董事長當選第38屆中華民國廣播事業協會理事長。
- 2015年12月19日，正聲廣播台北台針對銀髮族群舉辦「好齡感生活節[7]」。
- 2016年9月1日，正聲廣播公司吳芳如顧問獲頒第51屆廣播金鐘特別貢獻獎。
- 2016年10月5日，正聲廣播公司劉本善董事長獲中華傳播管理學會頒發傳播管理獎。
- 2016年，正聲廣播公司完成北中南廣播、影音連線直播系統，復播「我為你歌唱」現場點歌節目，開創廣播節目之網路影音直播功能。
- 2016年，出版「紀露霞的歌唱年代」、「我為你歌唱」專書，為流行樂壇重要的人與事留史立傳。
- 2017年8月，以「為永續找希望的亮點．我們在這里生態報導」獲全球華文永續報導獎專業組融媒體類人氣獎。

## 收聽頻率
正聲除了台北總台設立調頻及調幅台外，其他地區僅有調幅(AM)台。
| 國家/地區 | 電台名稱           | 收聽頻率 | 播放地區                                                                             |
| --------- | ------------------ | -------- | ------------------------------------------------------------------------------------ |
| 台北      | （總台）台北調頻台 | FM104.1  | 涵蓋台北、新北、基隆、桃園及新竹大部份及宜蘭部份地區                                 |
| 台北      | （總台）台北調幅台 | AM819    | 涵蓋台北、新北、基隆、桃園及新竹大部份及宜蘭部份地區(原台北調幅一台更名)             |
| 台中      | 台中調幅一台       | AM990    | 涵蓋台中、彰化、南投及苗栗、雲林大部份地區                                           |
| 台中      | 台中調幅二台       | AM657    | 涵蓋台中、彰化、南投及苗栗、雲林大部份地區                                           |
| 雲林      | 雲林調幅台         | AM1125   | 涵蓋彰化、雲林、嘉義及南投、台南大部份地區                                           |
| 雲林      | 北港轉播台         | AM675    | 涵蓋雲林、嘉義及南投部份地區、彰化部份地區及台南部分地區、泉州、漳州、潮州大部份地區 |
| 嘉義      | 嘉義調幅台         | AM855    | 涵蓋雲林、嘉義、台南、澎湖及彰化部份地區                                             |
| 嘉義      | 太保轉播台         | AM1260   | 涵蓋雲林、嘉義、台南、澎湖及彰化部份地區                                             |
| 高雄      | 高雄調幅台         | AM1008   | 涵蓋高雄、屏東、及台東部份及台南大部份地區                                           |
| 高雄      | 大發轉播台         | AM1395   | 涵蓋高雄、屏東、及台東部份及台南大部份地區                                           |
| 宜蘭      | 宜蘭調幅台         | AM1062   | 涵蓋宜蘭、新北市東部地區及花蓮大部份地區                                             |
| 台東      | 台東調幅台         | AM1269   | 涵蓋台東及屏東、花蓮大部份地區                                                       |

## 外部連結
- 正聲廣播公司 （页面存档备份，存于）
- 正聲廣播公司的Facebook專頁